# Symmetrische Komponenten
In der Elektrotechnik wird die Methode der Symmetrischen Komponenten verwendet, um eine vereinfachte Analyse durch symmetrische Teilsysteme bei asymmetrischen Mehrphasensystemen, üblicherweise Dreiphasensystemen, durchführen zu können. Dabei wird ein unsymmetrisch gespeistes System symmetrischer Belastung von Phasoren in mehrere überlagerte Teilsysteme aufgeteilt. Bei den üblichen Dreiphasensystemen erfolgt die Aufteilung in ein symmetrisches Mitsystem, dessen Zeiger sich mit dem Drehfeld bewegen, ein Gegensystem mit gegenläufigem Drehfeld und in ein Nullsystem.
Die Methode der symmetrischen Komponenten stellt einen in Praxis bedeutenden Spezialfall der allgemeinen Modaltransformation (Modalanalyse) und der Methode der modalen Komponenten dar und findet Anwendung unter anderem bei der Analyse von unsymmetrischen Fehlern in Drehstromsystemen und bei der Untersuchung von elektrischen Maschinen, insbesondere Mehrphasenmaschinen.

## Historische Entwicklung
Charles Legeyt Fortescue zeigte in der 1918 präsentierten Arbeit Method of Symmetrical Co-Ordinates Applied to the Solution of Polyphase Networks, dass jedes unsymmetrisch belastete Drehstromsystem als Summe von drei symmetrischen Phasoren-Sets dargestellt werden kann. Diese Analyse wurde in Folge von Ingenieuren bei General Electric und Westinghouse aufgegriffen und verbessert. Nach dem Zweiten Weltkrieg wurde die Methode der symmetrischen Komponenten zu einem allgemeinen Verfahren zur Analyse asymmetrischer Fehler ausgebaut.

## Methode
Jedes unsymmetrische Phasorenset, das sich nicht zu null addiert, kann in ein unsymmetrisches Set, das sich zu null addiert und ein System gleicher Phasoren eindeutig aufgetrennt werden. Weiterhin kann jedes unsymmetrische, jedoch zu null addierende Set von Phasoren in zwei symmetrische Sets gegenläufiger Umlaufrichtung der Drehfelder unterteilt werden. Somit ist immer eine eindeutige Aufteilung jedes beliebigen unsymmetrischen Phasorensets möglich. Das Verfahren ermöglicht beispielsweise bei einem symmetrisch gebauten Asynchronmotor, welcher asymmetrisch gespeist wird, in eine Überlagerung von zwei im Drehsinn gegenläufigen aber symmetrisch gespeisten Asynchronmotoren zu zerlegen.

### Beispiel Zweiphasensystem

Unsymmetrisches Zweiphasensystem

Im einfachsten Fall liegt ein Zweiphasensystem, dargestellt aus zwei Phasoren A und B vor, wie in nebenstehender Skizze dargestellt. Dies lässt sich in zwei Teilsysteme zerlegen: das Mitsystem (englisch positive sequence component) in rot, es wird von den beiden Phasoren Am und Bm gebildet, sein Drehfeld besitzt die gleiche Umlaufrichtung wie das ursprüngliche System. Das Gegensystem (englisch negative sequence component) ist in grün mit den beiden Phasoren Ag und Bg dargestellt, sein Drehfeld hat eine gegenläufige Richtung wie das ursprüngliche System. Die Phasoren in jedem Teilsystem weisen den gleichen Betrag auf und stehen im Zweiphasensystem normal aufeinander:
{\displaystyle A_{m}={\frac {A-\mathrm {j} B}{2}}}
{\displaystyle A_{g}={\frac {A+\mathrm {j} B}{2}}}
und
{\displaystyle B_{m}=\mathrm {j} A_{m}}
{\displaystyle B_{g}=-\mathrm {j} A_{g}}
mit j als die imaginäre Einheit.

### Berechnung im Dreiphasensystem

Unsymmetrisches Dreiphasensystem (A,B und C) und seine symmetrischen Komponenten

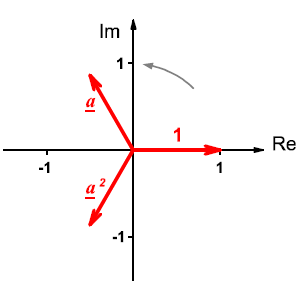
Geometrische Darstellung der drei komplexen Zeiger,,

Mit Hilfe der Koeffizientenmatrix {\displaystyle T} können die Phasoren im Dreiphasensystem der symmetrischen Komponenten {\displaystyle {\underline {I}}_{m}} (Mitsystem), {\displaystyle {\underline {I}}_{g}} (Gegensystem), {\displaystyle {\underline {I}}_{0}} (Nullsystem) aus den Leiterströmen {\displaystyle {\underline {I}}_{L1}}, {\displaystyle {\underline {I}}_{L2}}, {\displaystyle {\underline {I}}_{L3}} des Drehstromsystems berechnet werden. Im Nullsystem (englisch zero sequence component) haben die Phasoren gleiche Richtung und gleiche Länge. Das Nullsystem tritt im asymmetrischen Dreiphasensystem auf und gleicht die „Nicht-Addition“ des ursprünglichen Systems zu null aus.
Die elektrischen Ströme als physikalische Größe sind in den folgenden Gleichungen beispielhaft gewählt, die Methode der symmetrischen Komponenten lässt sich auf alle Größen wie elektrischen Spannungen oder magnetische Flüsse analog anwenden.
Der komplexe Zeiger {\displaystyle {\underline {a}}} ist ein Drehoperator zur Verknüpfung der Außenleiterströme. Die Multiplikation mit {\displaystyle {\underline {a}}} bedeutet eine Drehung um 120o gegen den Uhrzeigersinn:
{\displaystyle {\underline {a}}=e^{j120^{o}}=e^{j{\frac {2\pi }{3}}}=-{\frac {1}{2}}+j{\frac {\sqrt {3}}{2}}}
{\displaystyle {\underline {a}}^{2}=e^{j240^{o}}=e^{j{\frac {4\pi }{3}}}=-{\frac {1}{2}}-j{\frac {\sqrt {3}}{2}}}
{\displaystyle {\underline {a}}^{3}={\underline {a}}^{0}=e^{j0^{o}}={1}}
Des Weiteren gibt es folgende Theoreme:
{\displaystyle {\underline {a}}^{4}={\underline {a}},\quad {1}+{\underline {a}}+{\underline {a}}^{2}={0},\quad {\underline {a}}^{2}={\underline {a}}^{-1}}
Man erhält die Koeffizientenmatrix:
{\displaystyle T={\begin{pmatrix}1&1&1\\{\underline {a}}^{2}&{\underline {a}}&1\\{\underline {a}}&{\underline {a}}^{2}&1\end{pmatrix}}={\begin{pmatrix}1&1&1\\\mathrm {e} ^{\mathrm {j} {\frac {-2\pi }{3}}}&\mathrm {e} ^{\mathrm {j} {\frac {2\pi }{3}}}&1\\\mathrm {e} ^{\mathrm {j} {\frac {2\pi }{3}}}&\mathrm {e} ^{\mathrm {j} {\frac {-2\pi }{3}}}&1\end{pmatrix}}}
{\displaystyle {\begin{pmatrix}{\underline {I}}_{1m}\\{\underline {I}}_{1g}\\{\underline {I}}_{10}\end{pmatrix}}=T^{-1}\cdot {\begin{pmatrix}{\underline {I}}_{L1}\\{\underline {I}}_{L2}\\{\underline {I}}_{L3}\end{pmatrix}}={\frac {1}{3}}\cdot {\begin{pmatrix}1&{\underline {a}}&{\underline {a}}^{2}\\1&{\underline {a}}^{2}&{\underline {a}}\\1&1&1\end{pmatrix}}\cdot {\begin{pmatrix}{\underline {I}}_{L1}\\{\underline {I}}_{L2}\\{\underline {I}}_{L3}\end{pmatrix}}}
Daraus ergibt sich für das Mitsystem:
{\displaystyle {\underline {I}}_{1m}={\frac {1}{3}}\cdot ({\underline {I}}_{L1}+{\underline {I}}_{L2}\cdot {\underline {a}}+{\underline {I}}_{L3}\cdot {\underline {a}}^{2})}
{\displaystyle {\underline {I}}_{2m}={\underline {I}}_{1m}\cdot {\underline {a}}^{2}}
{\displaystyle {\underline {I}}_{3m}={\underline {I}}_{1m}\cdot {\underline {a}}}
Für das Gegensystem gilt:
{\displaystyle {\underline {I}}_{1g}={\frac {1}{3}}\cdot ({\underline {I}}_{L1}+{\underline {I}}_{L2}\cdot {\underline {a}}^{2}+{\underline {I}}_{L3}\cdot {\underline {a}})}
{\displaystyle {\underline {I}}_{2g}={\underline {I}}_{1g}\cdot {\underline {a}}}
{\displaystyle {\underline {I}}_{3g}={\underline {I}}_{1g}\cdot {\underline {a}}^{2}}
Und für das Nullsystem:
{\displaystyle {\underline {I}}_{10}={\frac {1}{3}}\cdot ({\underline {I}}_{L1}+{\underline {I}}_{L2}+{\underline {I}}_{L3})}
{\displaystyle {\underline {I}}_{20}={\underline {I}}_{10}}
{\displaystyle {\underline {I}}_{30}={\underline {I}}_{10}}
Mit der Erweiterung einer einpoligen Darstellung, um die Mit-, Gegen- und Nullsysteme von Generatoren, Drehstromtransformatoren und anderen elektrischen Komponenten anzuzeigen, wird die Analyse von unbalancierten Umständen wie beispielsweise bei Erdschlüssen stark vereinfacht. Die Aufteilung in symmetrische Komponenten kann auch auf höhere Phasenordnungen ausgeweitet werden.

## Normen
- DIN EN 60909-0 (VDE 0102):2016-12 Kurzschlussströme in Drehstromnetzen - Teil 0: Berechnung der Ströme